# Giải quần vợt Úc Mở rộng 2019 - Đôi nữ xe lăn
Marjolein Buis và Yui Kamiji là nhà đương kim vô địch, nhưng cả hai đều không đánh cặp với nhau.
Kamiji đánh cặp với Giulia Capocci, nhưng thua ở vòng 1 trước Diede de Groot và Aniek van Koot.
Buis đánh cặp với Sabine Ellerbrock, nhưng thua trước de Groot và van Koot trong trận chung kết, 5–7, 7–6(7–4), [10–8].

## Hạt giống
1. Diede de Groot /  Aniek van Koot (Vô địch)
2. Marjolein Buis /  Sabine Ellerbrock (Chung kết)

## Kết quả

### Từ viết tắt
| - Q = Vòng loại - WC = Đặc cách - LL = Thua cuộc may mắn - Alt = Thay thế - SE = Miễn đặc biệt | - PR = Bảo toàn thứ hạng - w/o = Thắng nhờ đối thủ rút lui trước trận đấu - r = Bỏ cuộc giữa trận đấu - d = Bị xử thua - SR = Xếp hạng đặc biệt |

### Kết quả
|  | Vòng 1 | Vòng 1                           | Vòng 1 | Vòng 1                           | Vòng 1 |                               |     | Chung kết | Chung kết | Chung kết | Chung kết | Chung kết |  |
|  |        |                                  |        |                                  |        |                               |     |           |           |           |           |           |  |
|  | 1      | Diede de Groot Aniek van Koot    | 6      | 6                                |        |                               |     |           |           |           |           |           |  |
|  | 1      | Diede de Groot Aniek van Koot    | 6      | 6                                |        |                               |     |           |           |           |           |           |  |
|  |        | Giulia Capocci Yui Kamiji        | 2      | 0                                |        |                               |     |           |           |           |           |           |  |
|  |        | Giulia Capocci Yui Kamiji        | 2      | 0                                | 1      | Diede de Groot Aniek van Koot | 5   | 7         | [10]      |           |           |           |  |
|  |        |                                  |        |                                  |        | Diede de Groot Aniek van Koot | 5   | 7         | [10]      |           |           |           |  |
|  |        |                                  | 2      | Marjolein Buis Sabine Ellerbrock | 7      | 64                            | [8] |           |           |           |           |           |  |
|  |        | Kgothatso Montjane Lucy Shuker   | 2      | Marjolein Buis Sabine Ellerbrock | 7      | 64                            | [8] | 6         | 1         | [7]       |           |           |  |
|  |        |                                  |        |                                  |        |                               |     | 6         | 1         | [7]       |           |           |  |
|  | 2      | Marjolein Buis Sabine Ellerbrock | 2      | 6                                | [10]   |                               |     |           |           |           |           |           |  |